# Zeitzeichensender

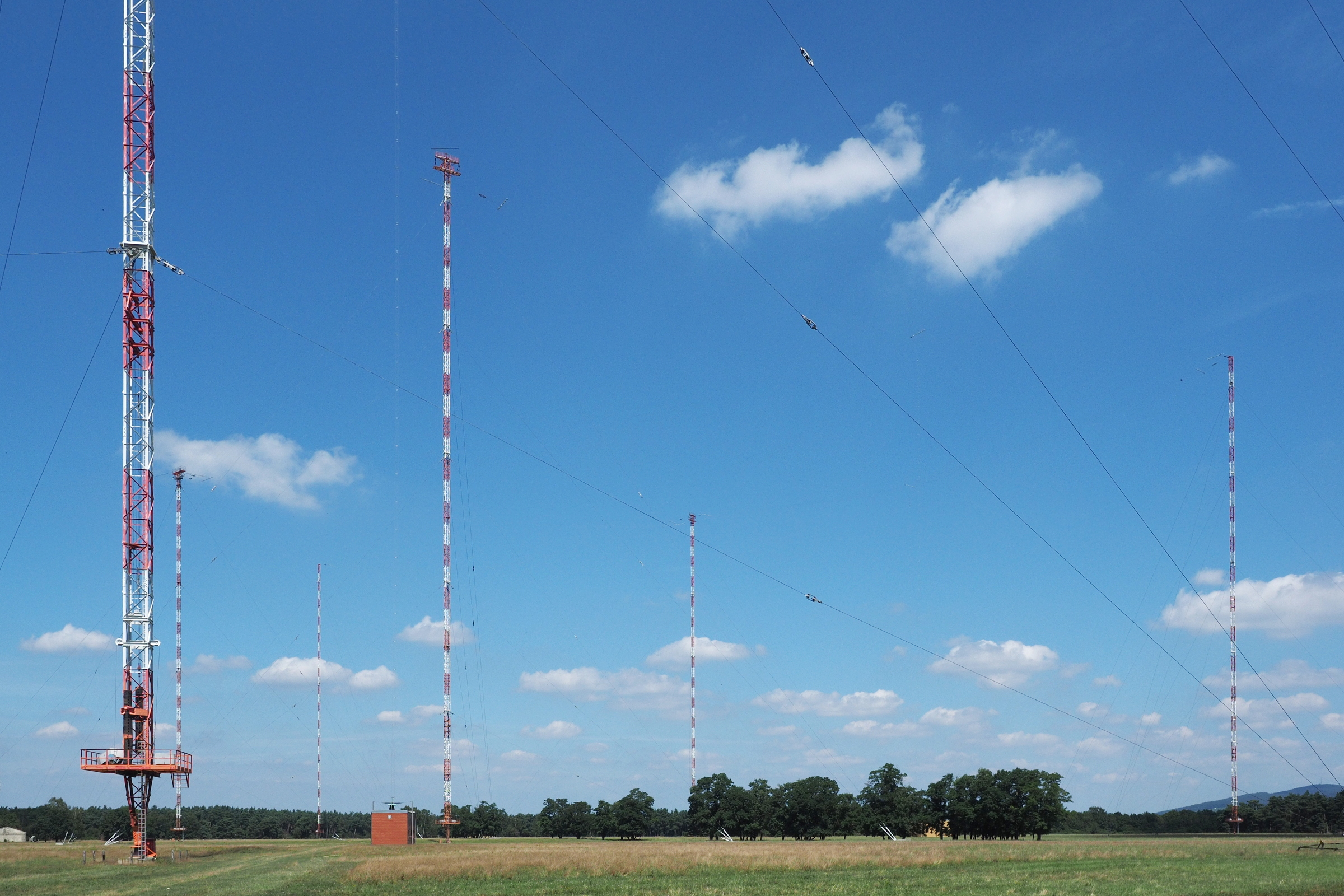
Sender Mainflingen bei Frankfurt am Main, u. a. mit dem Zeitzeichensender DCF77 (Langwelle)

Als Zeitzeichensender wird eine Sendeanlage bezeichnet, welche die aktuell gültige Zeit als Information in maschinenverarbeitbarer (digitaler) Form ausstrahlt. Mit geeigneten Uhrenanlagen, Funkuhren oder anderen Empfangseinrichtungen kann dieses Signal empfangen werden, so dass eine zuverlässige und automatische Einstellung des empfangenden Gerätes erreicht wird.
Je nach Erfordernis kann ein Zeitdienst und sein Zeitzeichensender nur zu bestimmten Betriebszeiten – wie das russische Beta-System – oder 24 Stunden täglich – wie der deutsche DCF77 oder der französische Sender Allouis – in Betrieb sein. Zu Servicezwecken gibt es regelmäßige kurze Sendepausen.
Einige Zeitdienste senden eine fortlaufende Reihe von „Sekundenpunkten“, die zur Sekunde 0 (bzw. 59) eine Minutenkennung aufweisen. Manche Dienste (zum Beispiel in Russland) senden neben Sekunden- zeitweilig Zehntelsekundenpunkte. Meist codieren die Sender weitere Informationen wie Stunde, Kalenderdatum, Wochentag oder die Zeitkorrektur dUT1 wegen unregelmäßiger Erdrotation.

## Allgemeines zu Zeitsignalen
Zeitzeichensender haben eine Genauigkeit, welche stark von der verwendeten Übertragungstechnik, den verwendeten Empfangsgeräten und der dabei eingesetzten bzw. zur Verfügung stehenden Bandbreite abhängt. Beispielsweise ist mit dem amplitudenmodulierten Zeitsignal der DCF77 und einfachen Empfängern mit geringer Bandbreite, wie sie bei Haushaltsempfängern in Form einer Küchenuhr oder dgl. üblich sind, eine Genauigkeit von 0,1 s erreichbar. Bei qualitativ höherwertigen Empfängern mit höherer Bandbreite sind bei der Amplitudenmodulation Genauigkeiten von einigen Millisekunden erreichbar. Das an spezielle Empfänger gebundene phasenmodulierten Zeitsignals der DCF77 wird parallel zu dem amplitudenmodulierten Zeitsignal seit Mitte 1983 ausgestrahlt und ist mit einer absoluten Genauigkeit von 6,5 μs bis 25 ca. um den Faktor 1000 genauer als das amplitudenmodulierte Zeitsignal. Die Genauigkeit bei der Phasenmodulation ist dabei von den Ausbreitungsbedingungen der Funkwellen abhängig, die sich mit Tages- und Jahreszeit, aber auch geografischen Verhältnissen durch Überlagerungen von Raum-n und Bodenwellen am Empfangsort ändern.
Zeitzeichen mit größerer Reichweite werden im Bereich der Lang-, Mittel- oder Kurzwellen gesendet. Es gibt auch einzelne Funkdienste auf Ultrakurzwelle (UKW) und im Übergang von Lang- zu Längstwellen, sowie mittels Satelliten im hohen Frequenzbereich der Mikro- und Dezimeterwellen. Zeitinformationen zu Navigationszwecken wurden früher durch LORAN-Sender ausgestrahlt, die durch Navigationssatelliten – insbesondere Global Positioning System (GPS), GLONASS und das entstehende Galileo-System – ersetzt wurden. Die Navigationssysteme wie GPS basieren zur Navigation auf der Ausstrahlung eines genauen Zeitsignals, welches sich auch ohne Standortbestimmung als Zeitinformation nutzen lässt, siehe dazu GPS-Zeit.
Weitere elektronisch auswertbare Quellen für Zeitinformationen gibt es im Radio Data System von UKW-Hörfunksendern, als Begleitinformation zum normalen Hörfunkprogramm, sowie in den Videotext- und EPG-Daten von Fernsehsendern und  Mobilfunknetzen Zeitinformationen. Außerdem gibt es im Internet Zeitserver, welche mit dem Network Time Protocol (ntp) die Uhr im Rechner synchronisieren.
Technisch überholt sind die öffentlichen Telefon-Zeitdienste.

## Technik der Zeitzeichensender
Zeitzeichensender, offizielle Bezeichnung Normalfrequenz- und Zeitzeichenfunkstellen, arbeiten grundsätzlich auf  Funkfrequenzen, die in der Regel international koordiniert und geschützt sind. Wobei die Zuteilung der betreffenden Frequenznominale explizit nur in Frequenzbereichen erfolgen kann, die dem Normalfrequenz- und Zeitzeichenfunkdienst bzw. dem Normalfrequenz- und Zeitzeichenfunkdienst über Satelliten zugewiesen sind.
Die Rundfunksender der Zeitdienste überspannen einen Frequenzbereich von etwa 25 kHz bis 30 MHz, also Lang-, Mittel- und Kurzwellen. Zählt man den GPS-Zeitdienst dazu, sind sogar Frequenzen im GHz-Bereich vertreten.
Von der Wellenlänge hängt einerseits die Funkreichweite des Signals ab, andererseits die erforderliche Antennengröße und Betriebsenergie. Die Systeme sind so ausgelegt, dass zwar der Zeitzeichendienst aufwendig ist, weniger hingegen seine Benutzung.
Für einen Zeitzeichendienst braucht nicht unbedingt ein eigener Radiosender betrieben zu werden; die relevanten Informationen können auch mit Hilfe des AMDS über herkömmliche Rundfunksender im Lang-, Mittel- oder Kurzwellenbereich übertragen werden. Von dieser Möglichkeit macht ein französischer Zeitzeichendienst Gebrauch, der den Langwellensender von France Inter in Allouis (Sendefrequenz: 162 kHz) nutzt.
Zum Jahreswechsel 2016/2017 wurde die Ausstrahlung des Programms France Inter eingestellt; die Verbreitung von Zeitzeichen wird aber mit verminderter Sendeleistung vom gleichen Sender weitergeführt, weil diese von über 200.000 Geräten in Frankreich genutzt werden. Auch Österreichs Ö1 (UKW) und ein italienischer Zeitzeichendienst am Mittelwellensender Mailand (Sendefrequenz: 900 kHz) bieten ähnliches an. Ferner kann man Zeitinformationen aus den Signalen vieler Navigations-Systeme wie LORAN-C und GPS entnehmen.
Alle wichtigen Zeitsignaldienste sind mit höchster Präzision vernetzt, sodass sie weltweit (von der Signallaufzeit abgesehen) im Bereich weit unter Nanosekunden übereinstimmen – siehe die Zeitsysteme UTC („Weltzeit“), TAI, TT und die Koordination durch den internationalen Erdrotations-Dienst IERS. Daher ist auch auf Nutzerseite eine hohe Genauigkeit garantiert:
Auf elektronischem Wege sind Genauigkeiten bis zu Nanosekunden keine Ausnahme; bei den heute in der Geodäsie verwendeten GPS-Empfängern sind bereits Systeme zur Zeitanalyse auf mindestens 0,1 ns (10−10 Sekunden) eingebaut, was bei der Lichtgeschwindigkeit von 299792 km/s nur 3 cm ausmacht.
Die klassischen Zeitzeichensender sind meist mit genauen Atomuhren gekoppelt, die durch spezielle Verfahren laufend mit jenen der anderen Zeitdienste verglichen werden. Dazu konnte zum Beispiel die Zeilenfrequenz von (analogen) Fernsehsignalen dienen oder die LORAN-Funkfeuer der Langstreckennavigation. Auch direkte Standleitungen werden dafür verwendet oder die Zeitübertragung mittels Erdsatelliten.
Bis in die 1950er-Jahre wurden viele Sender durch astrometrische Messungen von Sterndurchgängen gesteuert und bis etwa 1975 mit dieser Technik kontrolliert. Seither wurden derart genaue Atomuhren entwickelt, dass die Genauigkeit der Astrometrie (mit etwa 0,0005 Sekunden) nicht mehr ausreichte und durch Satellitenmethoden ersetzt werden konnte. Damit ist das internationale Zeitsystem – die „Atomzeit“ TA (Temps Atomique) – ununterbrochen auf mindestens Nanosekunden genau definiert.
Die von der NIST betriebenen US-amerikanischen Zeitzeichensender WWV, WWVB und WWVH senden ihre Zeitzeichen in dem Standard IRIG H.
Eine Vorstufe der Zeitzeichensender bilden die Frequenznormale, die eine hochgenaue Schwingungsfrequenz zur Verfügung stellen. Der Empfänger braucht dann nur einmal (auf anderem Wege) auf die korrekte Zeit eingestellt zu werden und zählt ab dann die Schwingungen des Frequenznormals, um seine Zeit zu aktualisieren. Als Zeitnormal dienen einerseits Rundfunksender mit ihrer Trägerfrequenz, beispielsweise ein Langwellensender mit exakt 150 kHz, andererseits wird auch das Stromnetz mit seinen 50 bzw. 60 Hz eingesetzt. Im letzteren Fall dient eine Synchronuhr als „Empfänger“. Diese Technik ist in vermindertem Umfang bis heute im Einsatz.

## Geschichte
In Deutschland wurden 1906 am Königlich Geodätischen Institut Potsdam Versuche durchgeführt, welche die Anwendbarkeit der Funktelegrafie zur Längengradbestimmung zum Inhalt hatten. Ab etwa 1908 bis zum Beginn des Ersten Weltkrieges gab es internationale Bestrebungen für ein gemeinsames Zeitzeichen. Aus dem Jahr 1912 ist überliefert, dass die deutsche Küstenfunkstelle in Duala (Kamerun) an der drahtlosen Längengradbestimmung bei Grenzregulierungen in Afrika beteiligt war.
Das erste funktelegrafische Zeitzeichen wurde 1907 aus der Camperdown Signal Station in Halifax gesendet. Die erste deutsche Funkstelle mit Zeitzeichen war die Küstenfunkstelle Norddeich, deren Sendebetrieb 1910 begann. Ab März 1910 wurden täglich zwei Zeitzeichen der GMT gesendet.
Von 1917 an übernahm die Großfunkstelle Nauen die Aussendung des Signals; die Auslösung erfolgte zunächst von der Sternwarte Bergedorf aus, später von der Deutschen Seewarte in Hamburg. Die Auslöseuhren in Hamburg lieferten ein derart genaues Signal, dass die tägliche Korrektur durch astronomische Präzisionsuhren nur wenige hundertstel Sekunden betrug. Als Empfänger für das Nauener Signal wurden Geräte vertrieben, die fest auf 3100 m Wellenlänge eingestellt waren. Hierzu waren Einzelgenehmigungen von der Reichs-Telegrafenverwaltung erforderlich.
Ein Telefunken-Zeitzeichenempfänger vom Anfang der 1920er-Jahre beispielsweise trug die Bezeichnung E49b. Weltweit sendeten im Jahr 1923 45 Stationen das Welt-Zeitzeichen.
Nachdem in der Stadt Wien 1987 die erste öffentliche Uhr mit DCF77-Empfänger installiert wurde, wurde seit 2002 auf GPS umgestellt, welches unempfindlicher gegen elektromagnetische Störungen ist. Die Sommerzeitumstellung wird durch eine Zeittabelle in der Steuerungslogik geregelt.

## Liste von Zeitzeichensendern
- Der derzeit einzige Zeitzeichensender im deutschsprachigen Raum steht in Mainflingen bei Frankfurt am Main (Rufzeichen DCF77, 77,5 kHz, amtliche Zeit und Kalenderschaltung von Deutschland)
- In ganz Eurasien sind auch einige russische Kurzwellen-Sender auf den Frequenzen um 5, 10 und 15 MHz zu empfangen (Signale meist im 0,1-s-Rhythmus).
- Darüber hinaus bieten viele Telefondienste neben der üblichen Zeitansage auch genauer definierte Signale. Sie bestehen meist in fortlaufenden „Sekundenpunkten“, die akustisch Genauigkeiten bis einige Millisekunden zulassen, elektronisch bis etwa Mikrosekunden.

Ehemalige Sender in nächster Umgebung waren:
- von 1917 bis zirka 1995 in Nauen bei Berlin (Rufzeichen DIZ, erst Langwelle mit 77 kHz, ab 1935 Kurzwelle mit 4525 kHz)
- von 1966 bis 2011 bei Prangins in der Westschweiz (Rufzeichen HBG, 75,0 kHz, amtliche Zeit der Schweiz)
- bis zirka 1995 bei Prag in Tschechien (OMA, 50 kHz)

### In alphabetischer Reihenfolge
| Rufzeichen   | Standort                                                     | Frequenzen (kHz)                   | Beginn | Ende        |
| ------------ | ------------------------------------------------------------ | ---------------------------------- | ------ | ----------- |
| Beta         | Russland                                                     | 0025                               |        |             |
| BPC          | China                                                        | 0068,5                             |        |             |
| BPL          | China                                                        | 0100                               |        |             |
| BPM          | China, Lintong (Xi’an)                                       | 2500, 5000, 10 000, 15 000         |        |             |
| CHU          | Kanada, Ottawa                                               | 3330, 7850, 14 670                 |        |             |
| DCF77        | Deutschland, Mainflingen                                     | 0077,5                             | 1973   |             |
| DIZ          | Deutschland, Nauen bei Berlin                                | 4525 (bis 1935: 77)                | 1917   | ~1995       |
| FTH42, FTA91 | Frankreich, Pontoise und Lyon (ab 1960 Saint-André-de-Corcy) | 7428, 0091,15                      |        | eingestellt |
| HBG          | Schweiz, Prangins                                            | 0075                               | 1966   | 2011        |
| IBF          | Italien, Turin                                               | 5000                               |        |             |
| JJY          | Japan, Berg Ōtakadoya                                        | 0040                               |        |             |
| JJY          | Japan, Berg Hagane                                           | 0060                               |        |             |
| MIKES        | Finnland, Espoo                                              | 25 000                             |        |             |
| MSF          | Großbritannien, Anthorn                                      | 0060                               | 1950   |             |
| NSS          | USA, Annapolis Md                                            | 0021, 5870...16 180                |        | ~1990       |
| OMA          | Tschechien, Prag                                             | 0050                               |        | 1990        |
| RBU          | Russland, Taldom                                             | 0066,66                            |        |             |
| RTZ          | Russland, Irkutsk                                            | 0050                               |        |             |
| RWM          | Russland, Moskau                                             | 4996, 9996, 14 996                 |        |             |
| TDF          | Frankreich, Allouis                                          | 0162                               | 1977   |             |
| WWV          | USA, Fort Collins                                            | 2500, 5000, 10 000, 15 000, 20 000 |        |             |
| WWVB         | USA, Fort Collins                                            | 0060                               |        |             |
| WWVH         | USA, Hawaii, Kekaha                                          | 2500, 5000, 10 000, 15 000         |        |             |
| YVTO         | Venezuela, Caracas                                           | 5000                               |        |             |